# Andrew Roachford
Andrew Roachford MBE, född 22 januari 1965 i London, är en brittisk sångare och singer/songwriter. Han är mest känd som frontfigur/sångare i pop/rock-gruppen Roachford. Det var en pop/rock-grupp som hade sin största framgång i slutet på 1980-talet, mest kända för deras hit "Cuddly Toy" (1988) och också låten "Family Man".
Roachford släppte sitt första soloalbum, Heart of the Matter, 2003. Hans nästa album Word of Mouth släpptes i juni 2005 under bandnamnet Roachford. 2010 blev Roachford medlem i bandet Mike + The Mechanics tillsammans med Tim Howar.

## Diskografi (urval)
Album som Roachford / Andrew Roachford
- 1989 – Roachford
- 1991 – Get Ready!
- 1994 – Permanent Shade of Blue
- 1997 – Feel
- 2000 – The Roachford Files
- 2003 – Heart of the Matter
- 2005 – The Very Best of Roachford
- 2005 – Word of Mouth
- 2011 – Where I Stand
- 2011 – Addictive
- 2013 – This Beautiful Moment

Album med Mike + The Mechanics
- 2011 – The Road
- 2017 – Let Me Fly